# Couto
Couto je priimek več oseb:
- André Couto, portugalski dirkač
- Fernando Couto, portugalski nogometaš
- Mia Couto, mozambiški pisatelj
- Maria Aurora Couto, pisatelj, zgodovinar
- Maria do Couto Maia-Lopes, najstarejša Portugalka v zgodovini
- Gago Coutinho, portugalski letalec
- Vasco Coutinho, brazilski državnik